# Малый Сортым
Малый Сортым — река в России, протекает по Ханты-Мансийскому району Ханты-Мансийского АО. Устье реки находится в 2 км по правому берегу реки Большой Сортым. Длина реки составляет 22 км.

## Данные водного реестра
По данным государственного водного реестра России относится к Верхнеобскому бассейновому округу, водохозяйственный участок реки — Обь от города Нефтеюганск до впадения реки Иртыш, речной подбассейн реки — Обь ниже Ваха до впадения Иртыша. Речной бассейн реки — (Верхняя) Обь до впадения Иртыша.
Код объекта в государственном водном реестре — 13011100212115200051434.